# Меттью Маєр
Меттью Маєр (англ. Matthew Meyer, 4 березня 1998) — південноафриканський плавець.
Учасник Олімпійських Ігор 2016 року.